# Lem
Lem je metalno vezno sredstvo koje se koristi kod lemljenja (mekog ili tvrdog), kojemu je talište barem 50 °C niže od tališta lemljenoga materijala. Spoj se ostvaruje nanošenjem (kvašenjem) rastaljenoga lema na površinu spajanih dijelova, difuzijom lema u površinske slojeve te kristalizacijom lema i mehaničkim sidrenjem. Kvašenje je to bolje što je temperatura lemljenja viša, a površine pritom očišćene od oksidnih i drugih prevlaka, nečistoća i slično. Te se površine, zbog toga, prije lemljenja čiste mehanički i kemijski, a tijekom lemljenja s pomoću talila, sredstva koje otapa površinske nečistoće i omogućuje dobro kvašenje i širenje lema. Prema radnoj temperaturi lemljenje može biti meko ili tvrdo. Meko lemljenje izvodi se uz pomoć lemova s talištem nižim od 450 °C, najčešće slitina koje sadrže kositar, a kao talila se primjenjuju anorganski i organski halogenidi. Lemovi za tvrdo lemljenje imaju talište više od 450 °C; obično su to srebrni, nikleni, bakreni i aluminijski lemovi. Takvim se lemljenjem postiže veća čvrstoća i tvrdoća spoja.

## Podjela
Svi lemovi se prema namjeni i sastavu dijele u 3 skupine:
- meki lemovi,
- tvrdi lemovi,
- aluminijski lemovi (meki aluminjski lemovi i tvrdi aluminjski lemovi).

Vrsta lema bira se prema postupku lemljenja, vrsti materijala spojnih dijelova, a katkad i prema posebnim zahtjevima koje mora ispunjavati lemni spoj. Od lemova se najčešće traže ova svojstva: određena temperatura tališta, sposobnost legiranja s metalima spojnih dijelova i određena čvrstoća. Katkada se zahtijeva da lem ima određenu električnu vodljivost (elektronika i elektrotehnika), kemijsku otpornost (kemijska i prehrambena industrija) i određenu boju (ukrasni predmeti). 
| Vrste lema            | Oznaka lema          | tL (˚C) |
| --------------------- | -------------------- | ------- |
| Meki kositreni lemovi | S. Sn 20             | 275     |
| Meki kositreni lemovi | S. Sn 30             | 249     |
| Meki kositreni lemovi | S. Sn 40             | 223     |
| Meki kositreni lemovi | S. Sn 60             | 185     |
| Meki kositreni lemovi | S. Sn 75             | 185     |
| Tvrdi mjedeni lemovi  | S. Cu 85 Zn          | 1 020   |
| Tvrdi mjedeni lemovi  | S. Cu 60 Zn          | 900     |
| Tvrdi mjedeni lemovi  | S. Cu 48 Zn          | 870     |
| Tvrdi mjedeni lemovi  | S. Cu 42 Zn          | 845     |
| Tvrdi srebrni lemovi  | S. Cu 55 Zn Ag 8     | 870     |
| Tvrdi srebrni lemovi  | S. Cu 55 Zn Ag 12    | 830     |
| Tvrdi srebrni lemovi  | S. Cu 55 Zn Ag 8 Cd  | 730     |
| Tvrdi srebrni lemovi  | S. Cu 55 Zn Ag 12 Cd | 700     |
| Aluminijski lemovi    | L – Al Si 12         | 590     |
| Aluminijski lemovi    | L – Zn Al 15         | 430     |
| Aluminijski lemovi    | L – Sn Zn 10         | 210     |
| Aluminijski lemovi    | L – Sn Pb Zn         | 220     |

### Meki lemovi
Meki lem  je legura olova i kositra uz dodatak 0,5 - 3,5% antimona (Pb + Sn + Sb). Odnos olovo kositar ovisi o namjeni lema. Za limarske radove koristi se lem s većim sadržajem olova(i do 90%). Za lemljenje posuđa koristi se lem s 90% kositra i 1,3% antimona jer preko 9% olovo je otrovno.(Za meko lemljenje teških kovina (željezni, bakarni, nikalni materijali) dolaze u obzir olovno kositreni lemovi (PbSn lem) prema DIN 1707. Lemovi za lake kovine (aluminij i aluminijske slitine) prema DIN 8512 sastoje se uglavnom od kositra, cinka i kadmija. Kadmij snižava točku taljenja.
Za meko se lemljenje najčešće koriste kositreni lemovi s različitim omjerom kositra i olova, opće oznake HRN – oznake S. Sn X, pri čemu S označuje da je to spojni materijal, a X je postotak kositra u njemu. Važno je znati da kositreni lemovi za lemljenje limene ambalaže u prehrambenoj industriji ne smiju zbog zdravstvenih razloga (poradi otrovnosti olova) sadržavati više od 10% olova. 
Za lemljenje elektroničkih komponenata i drugih na više temperature osjetljivih dijelova, često se koriste meki lemovi izrazito niskih tališta kao na primjer:
- Rose-slitina sastava 50% Bi + 25% Sn + 25% Pb (tL = 94 ˚C);
- Wood-slitina sastava 50% Bi + 25% Pb + 12,5% Sn + 12,5% Cd (tL = 70 ˚C).

### Tvrdi lemovi
Tvrdi lemovi se dijele na: teško taljive (tL = 875 do 1 100 ˚C) i lako taljive (tL = 450 do 875 ˚C). Od tvrdih su lemova po HRN-u normirani mjedeni lemovi sastava Cu + Zn, opće oznake S. Cu X Zn (X je postotak Cu) i srebrni lemovi sastava Cu + Zn + Ag u kojima može biti od 8 do 50 % Ag. Njihova je HRN oznaka S. Cu X Zn Ag X (dva X-a postotci su bakra i srebra). Srebrni su lemovi najkvalitetniji (imaju veću čvrstoću, bolju električnu i toplinsku vodljivost i kemijsku otpornost), ali su skuplji od mjedenih lemova. Uz mjedene i srebrne lemove, koriste se i bakreni lemovi od 86 do 99,90% Cu, koji su normirani po DIN-u. 

### Aluminijski lemovi
Aluminijski lemovi služe za lemljenje aluminija i aluminijskih slitina i mogu biti meki lemovi sastava na primjer: Sn + Zn, Zn + Al i Cd + Zn, i tvrdi sastava na primjer: Al + Si i Al + Si + Sn. Aluminijski su lemovi normirani po DIN-u (na primjer L – Sn Zn 10 i L – Al Si 10). 
Lemovi mogu imati ove oblike: lemna žica ili šipka, lemna vrpca ili folija, lemni prsten, lemna kupka i lem u obliku praha. Lemne žice i šipke mogu u jezgri sadržavati sredstvo za kemijsko čišćenje.